# 普瓦格漢卡山脈
11°10′06″S 76°30′47″W / 11.16833°S 76.51306°W
普瓦格漢卡山脈（Puwaq Hanka mountain range），是秘魯的山脈，位於該國中部胡寧大區和利馬大區，橫跨堯利省和瓦拉爾省，屬於安地斯山脈的一部分，最高點海拔高度5,278米。